# Macrobiotus evelinae
Macrobiotus evelinae är en djurart som tillhör fylumet trögkrypare, och som beskrevs av De Barros 1938. Macrobiotus evelinae ingår i släktet Macrobiotus och familjen Macrobiotidae. Inga underarter finns listade i Catalogue of Life.